# Bestecksprache

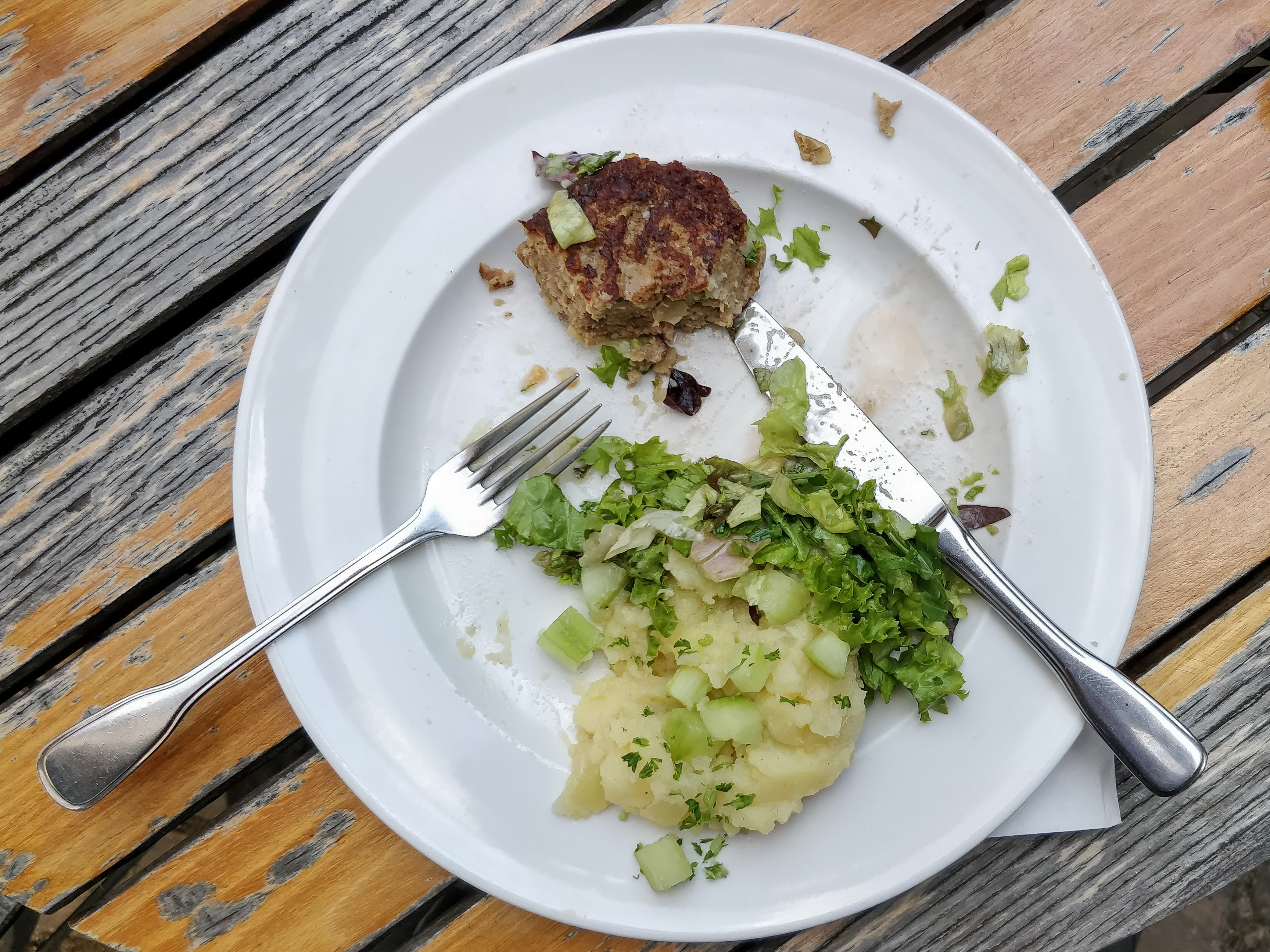
Besteck zur Essenspause abgelegt (20 nach 8)

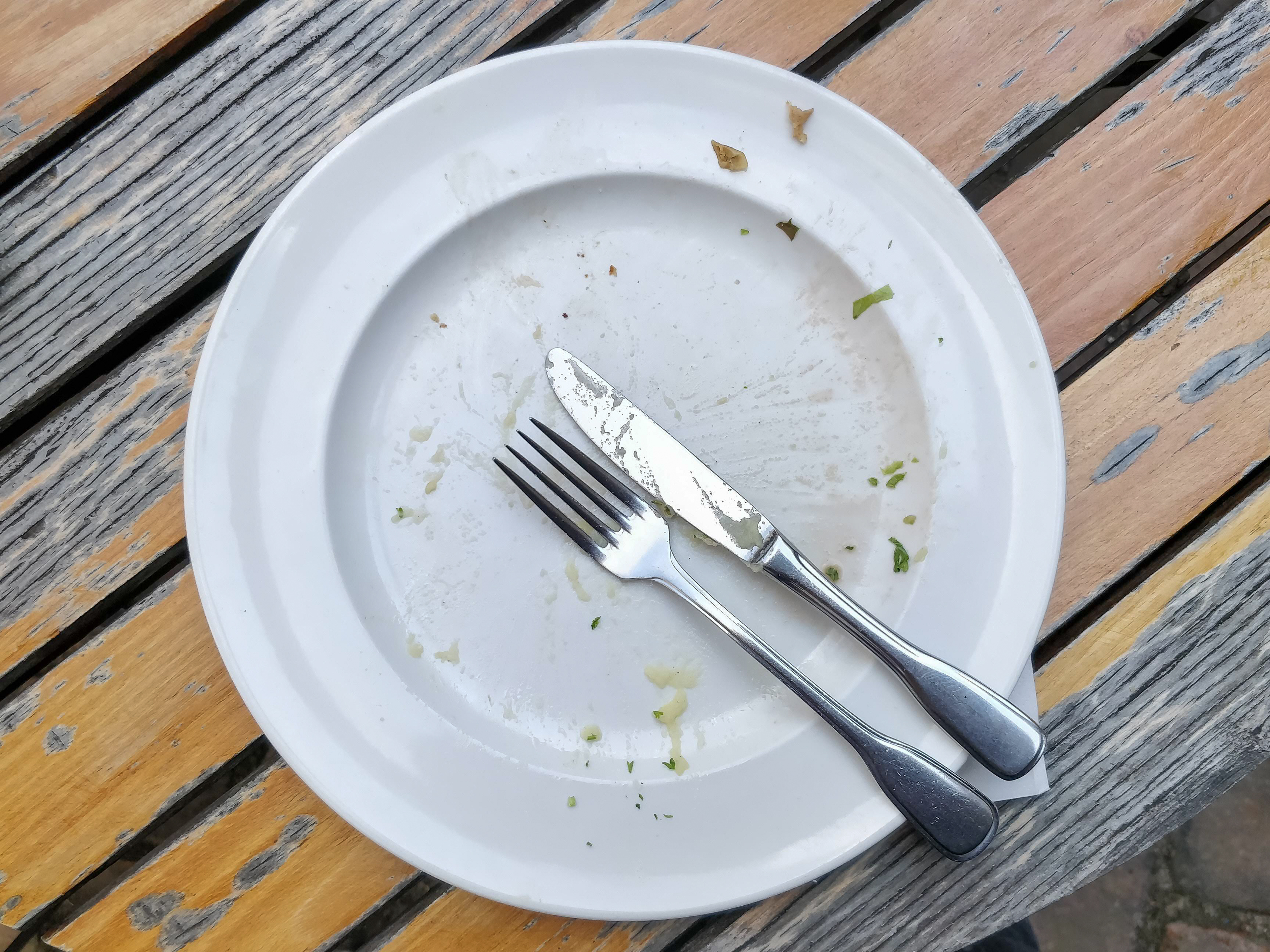
Besteck zum Ende des Essens abgelegt (20 nach 4)

Bestecksprache bezeichnet die Bedeutung der Platzierung von Messern und Gabeln auf einem Teller, durch die dem Servicepersonal eine Mitteilung gemacht wird.

## Beschreibung
In manchen Quellen heißt es, dass es Freiherr Knigge gewesen sei, der 1788 in seinem Buch Über den Umgang mit Menschen die Regeln für gute Tischsitten und somit auch für die Bestecksprache niedergeschrieben habe. Das Buch behandelt indes die Umgangsformen für ein soziales Miteinander im Sinne der Aufklärung und keine formale Etikette, wie vielfach kolportiert. Trotzdem werden Tischsitten und die Bestecksprache oftmals als „Knigge-Regeln“ bezeichnet.
Die Ursprünge der Bestecksprache sind historisch ungeklärt. Sie entwickelte sich offensichtlich im 18. oder 19. Jahrhundert, als es auch im Bürgertum zunehmend üblich wurde, Essen mit mehreren Gängen in formeller Gesellschaft zu sich zu nehmen und dabei eine nonverbale Kommunikation mit den Dienern oder dem Servicepersonal zu führen. Zumeist wird die Bestecksprache auf zwei Zeichen verkürzt, „Essenspause“ und „Gang beendet“. In diesem System wird zuweilen das gekreuzte Besteck als Zeichen für eine Pause definiert.
Über die Bedeutungen in der Bestecksprache herrschen zum Teil voneinander abweichende Meinungen, auch gibt es keine international einheitliche Bestecksprache. Für das Zeichen „Gang beendet“ gibt es etwa eine englische Variante: Dort werden Gabel und Messer am Ende eines Ganges parallel abgelegt, allerdings nicht schräg, sondern vertikal. Außerdem findet sich im 19. Jahrhundert die Anweisung, die Griffe sollten nach Ende des Essens nach rechts gelegt werden. Meist ist dabei der Gabelrücken nach oben gedreht. Dies entspricht der englischen Gewohnheit, die Gabel beim Essen durchweg so herum zu halten. Manche Gäste sind der Ansicht, dass man mit der Positionierung des Bestecks die empfundene Qualität des Essens ausdrücken kann, was aber in Benimmratgebern als unhöflich verworfen wird. Bestecksprache (engl. cutlery language oder cutlery etiquette) gehört im angelsächsischen Raum zum sogenannten silent service code.
Im Viktorianischen Zeitalter, besonders von etwa 1860 bis in die 1880er Jahre, fand in Großbritannien zusätzlich „zur längerlebigen Fächer- oder Blumensprache“ die Bestecksprache (discourse of cutlery) Anwendung, die nicht an das Servicepersonal gerichtet war. Bei festlichen Mahlzeiten zwangen gesellschaftliche Konventionen Frauen in vielen Angelegenheiten zum Schweigen, sodass sie die Bestecksprache meist untereinander, aber auch mit männlichen Teilnehmern als Zeichensprache nutzten. Die Autorin Jane Loudon vermerkte zudem, dass bereits bei Shakespeare die Position von Bestecken eine Rolle spielte.

## Positionen des Bestecks
Die zwei Grundpositionen geben Auskunft darüber, ob die Mahlzeit beendet ist oder nicht; zwei weitere, weniger gebräuchliche Positionen können Lob oder Tadel nach beendeter Mahlzeit ausdrücken. Sie sind nach der Position von Uhrzeigern auf einem Zifferblatt benannt, der die Position des Bestecks entspricht. In zahlreichen Werken aus dem angelsächsischen Raum ist vermerkt, dass die Zacken der Gabel auf dem europäischen Festland  üblicherweise nach unten, in Nordamerika hingegen nach oben zeigen.
- 20 nach 4: Fertig

Wenn man das Essen beendet hat, wird das Besteck parallel auf der unteren rechten Seite des Tellers abgelegt, dorthin wo die Uhrzeiger bei „20 Minuten nach 4 Uhr“ stehen würden. Es bedeutet, dass der Teller abserviert werden kann.
- 20 nach 8: Pause

Legt man das Besteck gekreuzt nach links und rechts im unteren Drittel des Tellers ab, bedeutet dies, dass der Gast lediglich eine Pause macht. Damit wird dem Servicepersonal bedeutet, den Teller nicht abzuräumen.
- 5 nach halb 7: Fertig und Lob

Wenn Messer und Gabel parallel im unteren linken Drittel abgelegt werden, bedeutet dies, dass man mit dem Essen fertig ist mit der zusätzlichen Botschaft, dass es dem Gast geschmeckt hat.
- 20 vor 8: Fertig und Tadel

Wenn Messer und Gabel etwas weiter links abgelegt werden, bedeutet dies, dass man mit dem Essen fertig ist mit der zusätzlichen Botschaft, dass es dem Gast nicht geschmeckt hat. In einigen Quellen wird der Brauch erwähnt, jedoch als Erfindung bezeichnet.